# Artaxerxes I

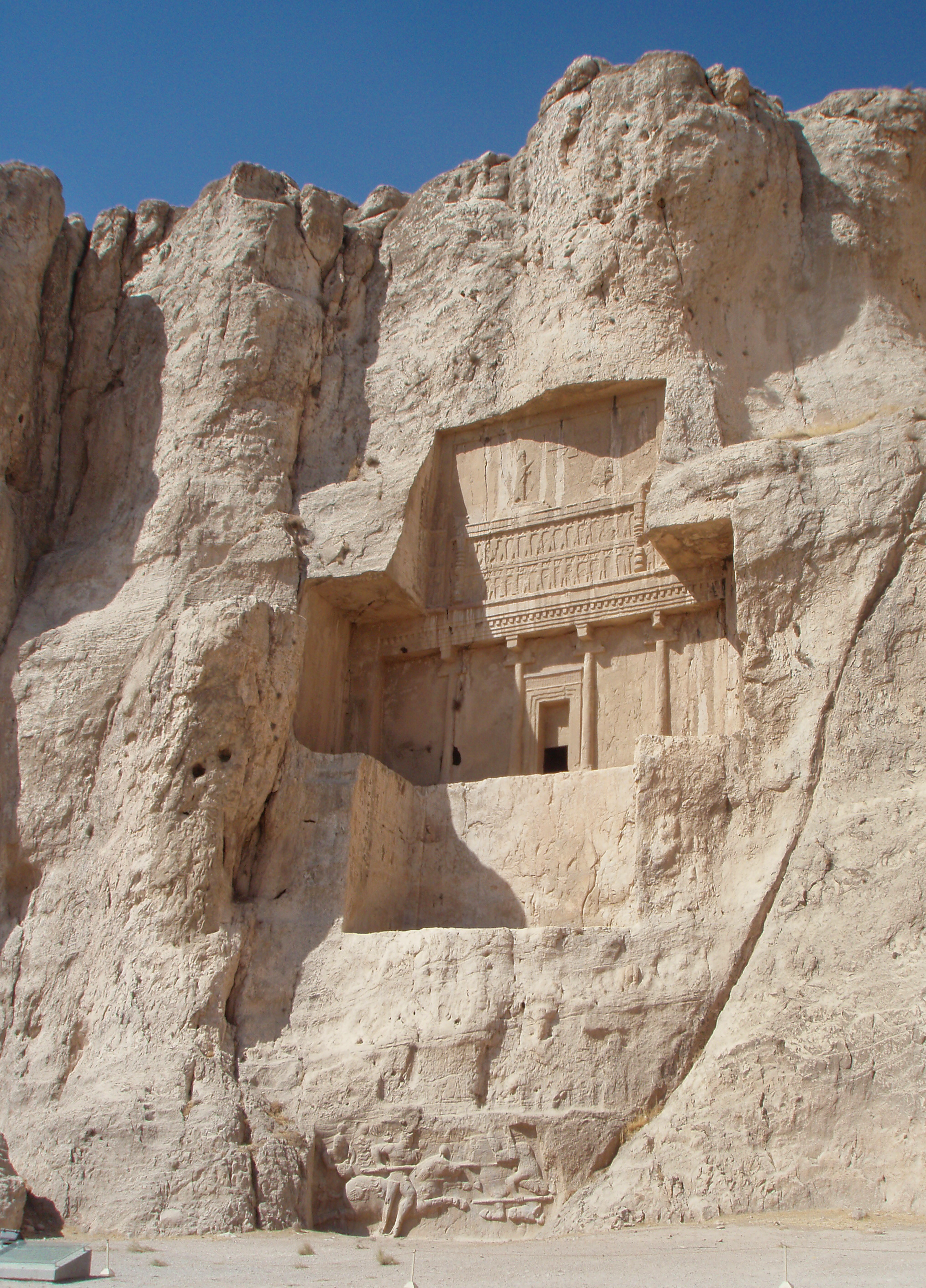
Prospectivă a mormâtului lui Artaxerxes I al Persiei în Naqsh-e Rustam

Artaxerxes I a fost al șaselea rege din dinastia Ahemenizilor din 465 î.Hr. până în 425 î.Hr.. A fost fiul lui Xerxes I al Persiei și Amestris, fiica lui Otanes.
- În greacă: Ἀρταξέρξης, din [3] Artaxšaça, "a cărui domnie (xšaça < *xšaθram) este prin arta (adevărată)"; (în persana modernă: اردشیر یکم )
- Ardeșir; acest nume nu are nimic cu Xerxes[4]

Poate era "Artasyrus" menționat de Herodot ca Satrap al satrapiei curții regale de Bactria.
La moartea lui Artaxerses I, tronul este ocupat de fiul său Xerxes al II-lea.

## Portretizare în Cartea lui Ezra și Neemia
Artaxerxes (în limba ebraică אַרְתַּחְשַׁסְתְּא, pronunțat [artaχʃast]) l-a însărcinat pe Ezra, un scrib-levit evreu, pe baza unei scrisori decret,  să se ocupe de treburile eclesiastice și civile ale poporului evreu. O copie a acestui decret poate fi găsit în
Ezra 7:13-28.
Astfel, Ezra a părăsit Babilonul în prima lună din anul al șaptelea de domnie al regelui Artaxerxes (~ 457 î.Hr.), în compania evreilor care includeau tribul leviților și cărturarilor. Ei au ajuns la Ierusalim în prima zi a lunii a cincea (probabil din calendarul ebraic).
Reconstrucția comunității ebraice din Ierusalim a început sub domnia Împăratului Cyrus, care a permis evreilor ținuți captivi în Babilon, să se întoarcă la Ierusalim și să rezidească Templul lui Solomon. Prin urmare, un număr de evrei s-au întors la Ierusalim în 538 î.Hr., și au pus în anul următor (537 î.Hr.) fundația acestui "Templu al Doilea".
În luna Nissan, anul al XX-lea a lui Artaxerxes (444 î.Hr.), Neemia, paharnicul regelui, aparent totodată a fost un amic al regelui astfel în acel an Artaxerxes a întrebat despre tristețea lui Neemia.  Neemia i-a relatat condiția poporului evreu și că orașul Ierusalim nu era păzit.  Regele a trimis pe Neemia la Ierusalim cu o scrisoare de trecere în siguranță către guvernatorii din Trans-Eufrat, și către  Asaf, păzitorul pădurilor regale, să facă grinzi pentru porțile citadelei Templui și să rezidească zidurile cetății.

## Copii
prin regina Damaspia
- Xerxes II

prin Alogine de Babilon
- Sogdianus

prin Cosmartidene de Babilon
- Darius II
- Arsites

prin Andia de Babilon
- Bogapaeus
- Parisatis, nevasta lui Darius II Ochus

Prin o altă nevastă necunoscută(?) nevastă necunoscută
- O fiică cu nume necunoscut, fiică a lui Hieramenes, mama lui Autoboesaces și Mitraeus[9]

Prin diferite soții unsprezece alți copii